# Douglas Heyes
Douglas Heyes (Los Angeles, 22 maggio 1919 – Beverly Hills, 8 febbraio 1993) è stato un regista, sceneggiatore e scrittore statunitense.
È stato accreditato anche con i nomi Doug Heyes e Matthew Howard. È il padre dello sceneggiatore e attore Doug Heyes Jr..

## Filmografia

### Regista

#### Televisione
- Your Jeweler's Showcase – serie TV, un episodio (1953)
- The Adventures of Rin Tin Tin – serie TV, 9 episodi (1955-1956)
- Circus Boy – serie TV, 2 episodi (1956)
- Tales of the 77th Bengal Lancers – serie TV, 4 episodi (1956-1957)
- Conflict – serie TV, 2 episodi (1957)
- Colt .45 – serie TV, 2 episodi (1957)
- Cheyenne – serie TV, 2 episodi (1957-1958)
- Indirizzo permanente (77 Sunset Strip) – serie TV, un episodio (1958)
- La città in controluce (Naked City) – serie TV, 3 episodi (1958)
- Cimarron City – serie TV, un episodio (1958)
- Maverick – serie TV, 13 episodi (1957-1959)
- Markham – serie TV, un episodio (1959)
- Riverboat – serie TV, un episodio (1959)
- Lo sceriffo indiano (Law of the Plainsman) – serie TV, un episodio (1959)
- Laramie – serie TV, un episodio (1959)
- Westinghouse Desilu Playhouse – serie TV, 2 episodi (1959)
- Outlaws – serie TV, un episodio (1960)
- Scacco matto (Checkmate) – serie TV, un episodio (1960)
- The Americans – serie TV, un episodio (1961)
- Ai confini della realtà (The Twilight Zone) – serie TV, 9 episodi (1959-1961)
- Thriller – serie TV, 3 episodi (1960-1961)
- Il virginiano (The Virginian) – serie TV, un episodio (1962)
- The Richard Boone Show – serie TV, un episodio (1963)
- Polvere di stelle (Bob Hope Presents the Chrysler Theatre) – serie TV, un episodio (1963)
- The Crisis (Kraft Suspense Theatre) – serie TV, un episodio (1965)
- The Bravo Duke – film TV (1965)
- The Lonely Profession – film TV (1969)
- Mistero in galleria (Night Gallery) – serie TV, un episodio (1970)
- Due onesti fuorilegge (Alias Smith and Jones) – serie TV, un episodio (1971)
- Bearcats! – serie TV, un episodio (1971)
- The Bold Ones: The Lawyers – serie TV, 4 episodi (1969-1972)
- Uno sceriffo a New York (McCloud) – serie TV, 2 episodi (1970-1973)
- Drive Hard, Drive Fast – film TV (1973)
- Switch – serie TV, un episodio (1975)
- Baretta – serie TV, un episodio (1976)
- La città degli angeli (City of Angels) – serie TV, 2 episodi (1976)
- Captains and the Kings – miniserie TV, 5 episodi (1976)
- Aspen – miniserie TV (1977)
- Il transatlantico della paura (The French Atlantic Affair) – miniserie TV (1979)
- Magnum, P.I. (Magnum, P.I.) – serie TV, un episodio (1985)
- Hunter – serie TV, 2 episodi (1986)
- The Highwayman – film TV (1987)
- Il giustiziere della strada (The Highwayman) – serie TV, un episodio (1987)

#### Cinema
- La gatta con la frusta (Kitten with a Whip) (1964)
- Beau Geste (1966)
- Rin-Tin-Tin: Hero of the West (1991)

### Sceneggiatore

#### Cinema
- La battaglia di Fort River (Battle of Rogue River) (1954)
- Tamburi a Tahiti (Drums of Tahiti) (1954)
- Il guanto di ferro (The Iron Glove) (1954)
- I giustizieri del Kansas (Masterson of Kansas) (1954)
- La gatta con la frusta (Kitten with a Whip) (1964)
- Beau Geste (1966)
- Base artica Zebra (Ice Station Zebra) (1968)
- La spia che vide il suo cadavere (The Groundstar Conspiracy) (1972)

#### Televisione
- Your Jeweler's Showcase – serie TV, un episodio (1953)
- Cheyenne – serie TV, 3 episodi (1955-1956)
- The Adventures of Rin Tin Tin – serie TV, 37 episodi (1954-1956)
- Circus Boy – serie TV, 3 episodi (1956)
- Tales of the 77th Bengal Lancers – serie TV, 4 episodi (1956-1957)
- Il tenente Ballinger (M Squad) – serie TV, un episodio (1957)
- Indirizzo permanente (77 Sunset Strip) – serie TV, un episodio (1958)
- Cimarron City – serie TV, un episodio (1958)
- Maverick – serie TV, 11 episodi (1957-1959)
- Westinghouse Desilu Playhouse – serie TV, un episodio (1959)
- Markham – serie TV, un episodio (1959)
- Riverboat – serie TV, un episodio (1959)
- Laramie – serie TV, un episodio (1959)
- Startime – serie TV, un episodio (1960)
- Bourbon Street Beat – serie TV, un episodio (1960)
- Hawaiian Eye – serie TV, un episodio (1960)
- Outlaws – serie TV, un episodio (1960)
- Scacco matto (Checkmate) – serie TV, un episodio (1960)
- Monte Carlo – film TV (1961)
- Thriller – serie TV, 3 episodi (1960-1961)
- Il virginiano (The Virginian) – serie TV, un episodio (1962)
- Polvere di stelle (Bob Hope Presents the Chrysler Theatre) – serie TV, un episodio (1963)
- The Bravo Duke – film TV (1965)
- The Lonely Profession – film TV (1969)
- Due onesti fuorilegge (Alias Smith and Jones) – serie TV, un episodio (1971)
- Do You Take This Stranger? – film TV (1971)
- Mistero in galleria (Night Gallery) – serie TV, 2 episodi (1970-1971)
- Bearcats! – serie TV, 14 episodi (1971)
- The Bold Ones: The Lawyers – serie TV, 3 episodi (1971-1972)
- Uno sceriffo a New York (McCloud) – serie TV, un episodio (1973)
- Drive Hard, Drive Fast – film TV (1973)
- Honky Tonk – film TV (1974)
- The Underground Man – film TV (1974)
- Archer – serie TV (1975)
- Barbary Coast – serie TV, 14 episodi (1975-1976)
- La città degli angeli (City of Angels) – serie TV, 2 episodi (1976)
- Captains and the Kings – miniserie TV, 8 episodi (1976)
- Aspen – miniserie TV (1977)
- Il transatlantico della paura (The French Atlantic Affair) – miniserie TV (1979)
- Un bacio da un milione di dollari (The Million Dollar Face) – film TV (1981)
- Nord e Sud (North and South) – miniserie TV, 6 episodi (1985)
- Nord e Sud II (North and South, Book II) – miniserie TV, 6 episodi (1986)

### Produttore
- Tales of the 77th Bengal Lancers – serie TV (1956)
- The Adventures of Rin Tin Tin – serie TV, 28 episodi (1955-1957)
- Circus Boy – serie TV, 35 episodi (1956-1957)
- Il virginiano (The Virginian) – serie TV, un episodio (1962)
- The Bravo Duke – film TV (1965)
- Bearcats! – serie TV, un episodio (1971)
- Honky Tonk – film TV (1974)
- Barbary Coast – serie TV, un episodio (1975)

## Romanzi
- The Kiss-Off, 1951
- The 12th of Never, 1963
- The Kill, 1985
  - Caccia al morto, collana il Giallo Mondadori n. 1980, 1987